# Two Ships
„Two Ships“ je první singl britského folkového dua The Sallyangie. Byl vydán na podzim 1969 (viz 1969 v hudbě).

## Seznam skladeb
1. „Two Ships“ (Mike a Sally Oldfieldovi) – 3:16
2. „Colours of the World“ (Mike a Sally Oldfieldovi) – 2:28